# Carnaubeira da Penha
Carnaubeira da Penha är en kommun i Brasilien.   Den ligger i delstaten Pernambuco, i den östra delen av landet, 1 300 km nordost om huvudstaden Brasília. Antalet invånare är 11 782.
Omgivningarna runt Carnaubeira da Penha är huvudsakligen savann. Runt Carnaubeira da Penha är det glesbefolkat, med 9 invånare per kvadratkilometer.